# Oecetis sylveri
Oecetis sylveri är en nattsländeart som beskrevs av Randriamasimanana och Francois-Marie Gibon 1998. Oecetis sylveri ingår i släktet Oecetis och familjen långhornssländor. Inga underarter finns listade i Catalogue of Life.